# ペー・ジ・ガハッファ
ペー・ジ・ガハッファ（Pé de garrafa, pé-de-garrafa. 「瓶の足」の意）は、 ブラジルの伝承における 伝説の生物。瓶の底のような円形の足をもち、丸い足跡を残すのでその呼名がついている。

## 伝説
ペー・ジ・ガハッファは、丸型の深い足跡を残してゆくような、がっしりと丸い瓶底のような足をもち、その名の由来となっている。森林に棲む、背の高い巨人とされる。
民族学者マヌエル・アンブロシオ（1912）の記述によれば、"背はひじょうに高く、いちばん高い木の葉のところまで頭が届き、単眼で一本足、その足は巨大で丸く、よって「瓶足」と呼ばれた"という。
かん高い鳴き声を森林に轟かせ、狩人を惑わせ、仲間が迷子だと勘違いさせる。しかしその鳴き声をたよりにすると混乱は増し、鳴き声の音は反射、増幅し、 譫妄や狂気を誘引する。狩人は、元来た道筋に戻る。
魔術をつかうともいわれる。しかし、その脅威のほどは、人食いであるか、または餌を捕食して食うか、は情報が伝わっていないという。

### 伝承地方
ペー・ジ・ガハッファについては、ヴァレ・カブラル（Alfredo do Vale Cabral、1884年）の記述が最初だとされるが、そこではピアウイ州の伝承とされる。
やはりブラジル北東部のセアラー州のマサペー市では、大きな足跡を砂質や粘土質の地面に巨大足跡をつけてゆくのだとされている。
動物学者のアリピオ・デ・ミランダ・リベイロが、マットグロッソ州のジャコビナで、この生物の捕獲を試みたことがあった。その情報筋によれば、一本足の毛むくじゃらの生物で、瓶の底のような蹄を持ち、足跡は、よほど熟練のポアイエロ（poaieiro、深奥の森人、農場にとどまらず密林のなかで作業する農業員）でないと、道を迷わせられる。

## 類型
グスタヴォ・バローゾは、「カアポラの一種」（カイポラ）であると記述しているが、ヴァレ・カブラル（1884年）は、カアポラと同じ森林を生息地とする、と言うにとどめている。
カスクードは、マピングアリやカペロボの変異版だとするが、ただし違いとしては、ペー・ジ・ガハッファについては、明確に人食いである、または捕食肉食獣であるとの情報が欠けている
丸い足跡を残すというのは、バスク地方の野生人であるバシャジャウンと類似していおり、ペー・ジ・ガハッファというのもバスク地方からの借用かもしれないが、ポルトガル本国では同じ伝承は知られていない。よって伝搬があったとすれば、スペイン系人かバスク系人がブラジルにもたらしたことになる。